# Neidy Ocuane
Neidy da Luz Virgínia Ocuane là một cầu thủ bóng rổ chuyên nghiệp người Mozambique hiện đang chơi cho UTEP Miners mùa giải bóng rổ nữ 2017-18 NCAA Division I. 

## Sự nghiệp
Cô bắt đầu luyện tập bóng rổ vào năm 2007 tại Escola Primária do Jardim. Một ngày nọ, một huấn luyện viên xuất hiện tại trường của cô và mời tất cả các học sinh tập bóng rổ. Sau khi suy ngẫm, cô cảm thấy mình không thể đưa ra quyết định nào mà không nói chuyện với bố mẹ anh trước. Đã ở nhà, cô nói với họ về khả năng bắt đầu với việc đào tạo bóng rổ. Cô ấy đã đồng ý. Sau khi đào tạo rất nhiều, các sinh viên đã thành lập một đội trường và sau đó Ocuane gia nhập Costa do Sol. Chúng tôi là một nhóm gồm 100 sinh viên, nhưng một số người đã rời đi cho đến khi chỉ còn bốn người chơi.